# Andover (Vermont)
Andover è un comune degli Stati Uniti d'America, situato nello Stato del Vermont e in particolare nella contea di Windsor.